# Clytia warreni
Clytia warreni är en nässeldjursart som beskrevs av Eberhard Stechow 1919. Clytia warreni ingår i släktet Clytia och familjen Campanulariidae. Inga underarter finns listade i Catalogue of Life.